# Wojciech Góralski
Wojciech Marian Góralski (ur. 19 marca 1939 w Poznaniu) – polski duchowny katolicki, kanonista, specjalista prawa wyznaniowego i konkordatowego. Profesor nauk prawnych. Profesor zwyczajny na Wydziale Prawa Kanonicznego Uniwersytetu Kardynała Stefana Wyszyńskiego (UKSW).

## Życiorys
Edukację na poziomie podstawowym i średnim ukończył w Płocku – maturę uzyskał w Liceum Ogólnokształcącym im. Stanisława Małachowskiego.
W 1955 wstąpił do Wyższego Seminarium Duchownego w Płocku, po ukończeniu którego 20 sierpnia 1961 z rąk biskupa Tadeusza Pawła Zakrzewskiego otrzymał święcenia kapłańskie. W 1961 rozpoczął studia z zakresu prawa kanonicznego w Katolickim Uniwersytecie Lubelskim (KUL), zakończone uzyskaniem tytułu magistra i licencjata prawa kanonicznego. Następnie udał się na studia kanonistyczne w Rzymie, gdzie mieszkał w Papieskim Instytucie Polskim.
Po powrocie do kraju został kanclerzem Kurii Diecezjalnej w Płocku. Od 1970 był wykładowcą WSD w Płocku, pełniąc w latach 1984-1986 funkcję jego rektora. Jednocześnie wykonywał urząd obrońcy węzła małżeńskiego w Sądzie Biskupim w Płocku. W latach 1977–1996 był zatrudniony jako wykładowca KUL.
W 1989 uzyskał tytuł naukowy profesora nauk prawnych. W 1996 został powołany na stanowisko dziekana Wydziału Prawa Kanonicznego Akademii Teologii Katolickiej w Warszawie i kierownika Katedry Kościelnego Prawa Małżeńskiego i Rodzinnego tej uczelni. Sprawował też urząd prorektora UKSW. Równolegle prowadził wykłady z prawa kanonicznego w seminariach duchownych w Płocku i Łowiczu oraz z przedmiotów prawniczych na Wydziale Nauk Ekonomicznych i Społecznych Politechniki Warszawskiej w Płocku.
Jako jeden z przedstawicieli Stolicy Apostolskiej uczestniczył w negocjacjach nad zawartym w 1993 konkordatem z Rzecząpospolitą Polską.
Był członkiem Centralnej Komisji do Spraw Stopni i Tytułów. Jest członkiem Polskiego Towarzystwa Prawa Wyznaniowego i Stowarzyszenia Kanonistów Polskich.
Objął funkcję redaktora naczelnego czasopisma „Ius Matrimoniale”. Wszedł w skład Rady Naukowej „Czasopisma Prawno-Historycznego”.
W uznaniu zasług papież Jan Paweł II podniósł go w 2004 do godności protonotariusza apostolskiego (infułata).
W zorganizowanym w 2004 powszechnym plebiscycie wygrał tytuł „Płocczanin Roku 2004”.
21 października 2015 odbyła się w Katolickim Uniwersytecie Lubelskim uroczystość odnowienia doktoratu ks. prof. Wojciecha Góralskiego.
Pod jego kierunkiem stopnie doktora uzyskali m.in. Ginter Dzierżon, Janusz Borucki, Jan Krajczyński, Kazimierz Dullak, Lucjan Świto, Wiesław Kraiński.

## Odznaczenia
W 2019 r. został odznaczony Złotym Medalem za Długoletnią Służbę.

## Wybrane publikacje książkowe
- Konkordat polski 1993. Od podpisania do ratyfikacji, Warszawa 1998.
- Zawarcie małżeństwa konkordatowego w Polsce, Warszawa 1998.
- Kanoniczne prawo małżeńskie, Warszawa 2000.
- Wstęp do prawa wyznaniowego, Warszawa 2003.
- Lud Boży. Kościelne prawo osobowe, Warszawa 2006.
- Małżeństwo kanoniczne, Warszawa 2011.
- Proces małżeński skrócony przed biskupem, Płock 2017.